# Омская картографическая фабрика
О́мская картографи́ческая фа́брика — старейшая в регионе картографическая фабрика, открытая 20 мая 1934 года.

## История
27 апреля 2012 года фабрика сдала и передала в эксплуатацию административно-производственные корпуса площадью 10 172,9 квадратных метров, оснащённые новейшим технологическим оборудованием. В 2012 году по распоряжению Росимущества преобразована из ФГУП в ОАО. С 2018 года находится в стадии банкротства.